# Rivière à la Truite (vattendrag i Kanada, lat 53,60, long -78,95)
Rivière à la Truite är ett vattendrag i Kanada.   Det ligger i provinsen Québec, i den östra delen av landet, 900 km norr om huvudstaden Ottawa.
Runt Rivière à la Truite är det mycket glesbefolkat, med 2 invånare per kvadratkilometer.